# Селуков, Павел Владимирович
Павел Владимирович Селуков (род. 1986, Пермь, РСФСР) — прозаик, писатель, публицист, сценарист. Финалист литературной премии «Большая книга» (2020), вошел в длинный список литературной премии «Национальный бестселлер» (2020).

## Биография
Родился в 1986 году в Перми, на окраине города. Большую часть жизни провёл в районе «Пролетарки». Детство прошло бурно, был побег из детского сада, сменил пять классов и две школы. Завершив обучение в школе, окончил обучение в профессиональном техническом училище, получил специальность «Автослесарь». В разные годы трудился могильщиком на кладбище, в ночном клубе охранником, дворником, на заводе формовщиком. В дальнейшем стал работать публицистом, активно трудится журналистом-фрилансером. Пишет в основном для интернет-журнала «Звезда». Любит хорошее кино и покушать пельмени.
Литературным творчеством увлёкся в тридцать лет, стал писать прозу. Его труды печатались в журналах «Знамя», «Алтай», «Шо», «Октябрь», «Вещь». С 2017 года свои рассказы стал выкладывать на Facebook. В 2018 году творчество Селукова было отмечено Леонидом Юзефовичем, сразу возросло внимание критиков и литературоведов. Первый его сборник рассказов вышел в свет в марте 2019 года и назывался «Халулаец». Является соавтором сценария к фильму «Общага» по роману Алексея Иванова «Общага-на-Крови». В 2019 году выходит ещё одна книга Селукова — «Добыть Тарковского. Неинтеллигентные рассказы», которая стала финалистом сразу двух престижных литературных премий «Большая книга» и «Национальный бестселлер». Третья книга «Как я был Анной» вышла в свет в 2021 году.
Проживает в Перми.

## Отзывы
Обозреватель Анна Жучкова ознакомившись с творчеством Селукова, так охарактеризовала его литературное настоящее:
…хороший Селуков парень, добрый. Прочитаешь книжку от корки до корки, закроешь и понимаешь — добрый человек написал. Я не шучу. Этим, кстати, он от предыдущего ученика Л. Юзефовича, Захара Прилепина, сильно отличается. Что не может не радовать.

## Награды и премии
- 2020 — Финалист литературной премии «Большая книга»,
- 2020 — вошел в длинный список литературной премии «Национальный бестселлер»,
- 2021 — лауреат литературной премии имени Катаева.
- Стипендиат Министерства культуры РФ,
- Лауреат журнала «Знамя»,
- Дипломант международного конкурса им. Исаака Бабеля,
- Лауреат «Хрустальной гражданки».